# Kuneradský potok
Kuneradský potok je potok na Slovensku v Žilinském kraji, okrese Žilina, je to pravostranný přítok Rajčanky a má délku 15 km. Na horním toku protéká Svitačovou dolinou, protéká obcemi Kunerad a Rajecké Teplice. 

## Pramen
Pramení v Malé Fatře, v podcelku Lúčanská Malá Fatra, na jižních svazích Veľké lúky (1 475,5 m n. m.) v nadmořské výšce kolem 1 270 m n. m. V období tání sněhu jsou zdrojnicemi dva občasné vodní toky zpod hřebene Martinských holí v nadmořské výšce cca 1330 m n. m.

## Směr toku
Teče po Kuneradský zámek na západ, poté na severozápad, na dolním toku víceméně na sever.

## Přítoky
- Stránsky potok (P)
- Bystrička (L)

## Geomorfologické celky
- Malá Fatra, podcelek Lúčanská Malá Fatra
- Žilinská kotlina, podcelek Rajecká dolina

## Ústí
Ústí do Rajčanky na území města Rajecké Teplice v nadmořské výšce kolem 410 m n. m.